# 福島県道73号二本松金屋線
福島県道73号二本松金屋線（ふくしまけんどう73ごう にほんまつかなやせん）は、福島県二本松市から郡山市に至る県道（主要地方道）である。

## 概要
郡山市東部の田村町と二本松市の間、阿武隈川東岸の地域を貫く。本宮市中心部では阿武隈川を橋梁で西側に渡り、市街地を抜けた後再び東岸へ渡河するルートを取る。整備の行き届いている路線とは言い難く、終点付近は住宅地であるために幅員が狭く、JR磐越東線交差部のガード部分は特に狭隘である。また、本宮市から二本松市にかけては阿武隈川が作る渓谷の断崖と川面に挟まれた狭隘区間であり、自動車のすれ違いは難しく多数の待避所が設置されているうえ、阿武隈川が増水した際には水没するほどの川面に近い区間であり、降雨量によって通行規制が行われる。

### 路線データ
- 起点：二本松市平石高田1丁目
- 終点：郡山市田村町金屋字冬室
- 総延長：30.428 km[1]
  - 実延長：28.481 km[1]

## 歴史
- 1993年（平成5年）5月11日 - 建設省から、県道二本松本宮線・県道金屋本宮線が二本松金屋線として主要地方道に指定される[2]。
- 1994年（平成6年）4月1日 - 福島県によって現在の路線が県道認定される[3]。

## 路線状況

### 重用路線
- 福島県道28号本宮三春線（本宮市高木字高木 - 同市本宮字中條）
- 福島県道8号本宮熱海線・福島県道355号須賀川二本松線（本宮市本宮字中條 - 同市本宮字兼谷）
- 福島県道115号三春日和田線（郡山市西田町三町目字北ノ内 - 同市西田町三町目字小和滝）
- 国道288号（郡山市富久山町北小泉 - 同市富久山町南小泉石舟）
- 福島県道297号斎藤下行合線（郡山市田村町下行合字御膳前 - 同市田村町下行合字上河原）
- 福島県道65号小野郡山線（郡山市田村町下行合字上河原 - 同市田村町下行合根柄巻）

### 新道・バイパス
糠沢工区
- 起点：本宮市糠沢字東禅寺
- 終点：郡山市西田町鬼生田字日向
- 延長：2.1909km

阿武隈川右岸に沿う狭隘で増水時に水没する恐れのある区間の解消のために東側の丘陵地に新設されたバイパス道路であり、2019年3月29日に供用が開始された。

### 道路施設
安達橋
（本宮市　阿武隈川）
上ノ橋
（本宮市　阿武隈川）
落合橋
- 全長：21.5m
- 幅員：6.0(8.0)m
- 形式：PC単純プレテンT桁橋
- 竣工：2013年度
- 施工：東日本コンクリート

本宮市糠沢から郡山市西田町鬼生田に至り、一級水系阿武隈川水系仲川を渡る。糠沢工区整備に伴い建設された。総工費は1億6600万円。
大橋
- 全長：66.8m
- 幅員：12.0m
- 竣工：1990年[6]

郡山市田村町上行合字中川原から字北古川、字前古川に至り、一級水系阿武隈川水系谷田川を渡る。

## 地理

### 通過する自治体
- 二本松市
- 本宮市
- 郡山市

### 交差する道路
- 二本松市
  - 国道459号（平石高田1丁目（平石高田1丁目交差点） 起点）
  - 福島県道116号二本松三春線（平石高田2丁目）
- 本宮市
  - 福島県道118号本宮岩代線（高木字北ノ脇）
  - 福島県道28号本宮三春線 三春町方面（高木字高木）
  - 福島県道8号本宮熱海線（（福島県道本宮三春線・福島県道355号須賀川二本松線重用区間） 二本松市方面（本宮字中條）
  - 福島県道189号本宮停車場線（本宮字中條）
  - 福島県道8号本宮熱海線（福島県道355号須賀川二本松線重用区間） 郡山市方面（本宮字兼谷）
- 郡山市
  - 福島県道115号三春日和田線 三春町方面（西田町三町目字北ノ内）
  - 福島県道115号三春日和田線 日和田町方面（西田町三町目小和滝）
  - 国道288号郡山東バイパス（富久山町北小泉字儘田）
  - 国道288号 郡山市街地方面（富久山町北小泉字前田）
  - 国道288号 三春町方面（富久山町南小泉字石舟）
  - 福島県道57号郡山大越線（阿久津町字富士坊）
  - 福島県道297号斎藤下行合線 三春町方面（田村町下行合字御膳前）
  - 福島県道65号小野郡山線 郡山市街地方面（田村町下行合字上河原）
  - 福島県道65号小野郡山線 小野町方面（田村町下行合根柄巻）
  - 国道49号（田村町金屋字冬室（金屋上川原交差点） 終点）

### 沿線
- 阿武隈川 - 並行して流れる。
- 郡山市立小泉小学校
- 郡山市東芳小学校
- 大滝根川
- 東北電力郡山変電所
- 郡山市立高瀬小学校・中学校
- 高瀬郵便局